# Agathosma fraudulenta
Agathosma fraudulenta är en vinruteväxtart som beskrevs av Otto Wilhelm Sonder. Agathosma fraudulenta ingår i släktet Agathosma och familjen vinruteväxter. Inga underarter finns listade i Catalogue of Life.